# Fullonica Stephani

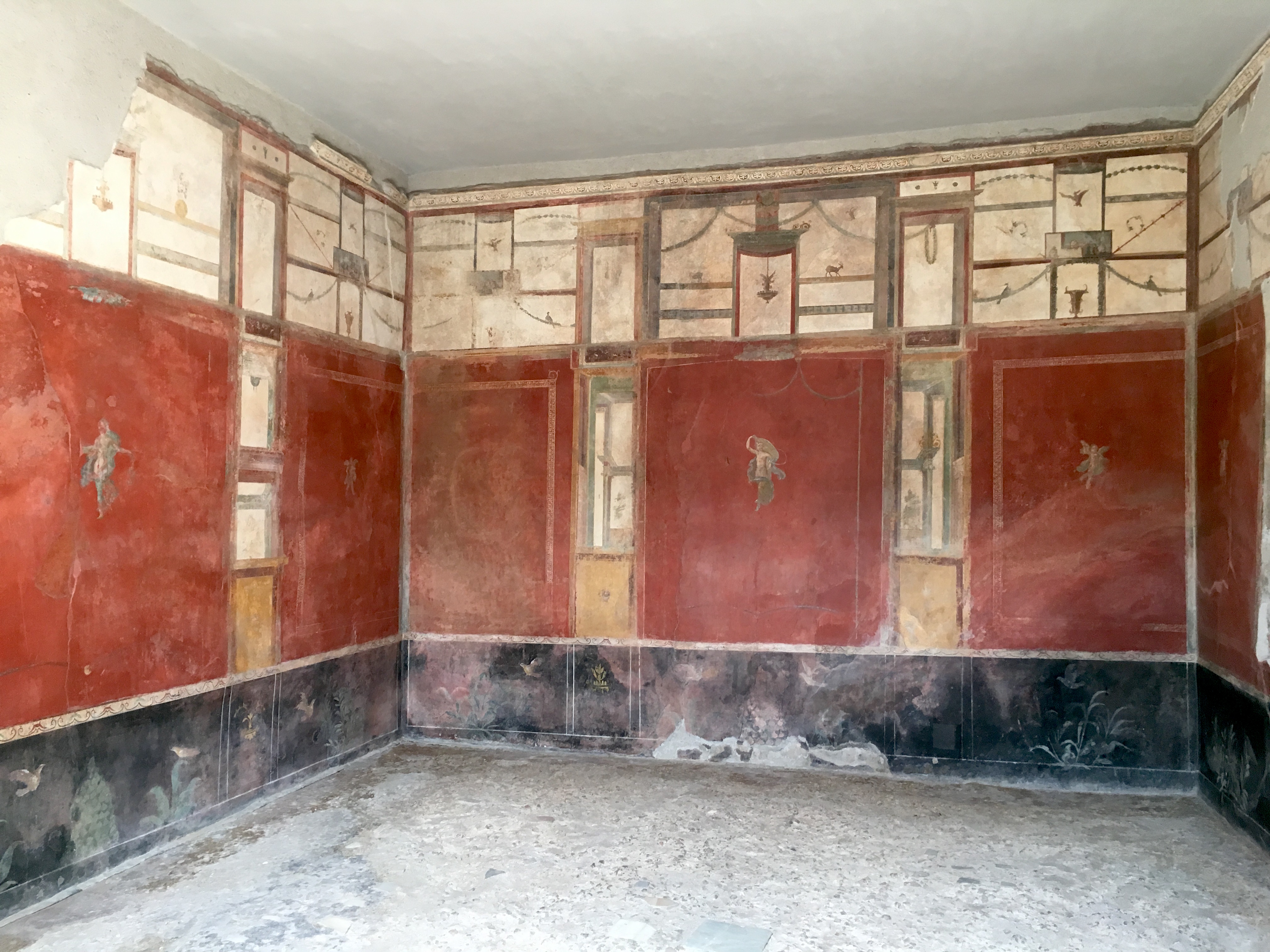
Wanddekoration im 4. Stil

Die Fullonica Stephani (auch Fullonica di Stephanus, Walkerei des Stephanus) befindet sich in Pompeji (I 6, 7) und wurde 1911 ausgegraben. Es handelt sich um eine Walkerei. Hier wurden Stoffe gereinigt und gewaschen. Das Haus ist modern überdacht und gut erhalten und bildet eine der vielen Attraktionen der antiken Stadt. Der Name des Stephanus findet sich auf Wahlaufrufen auf der Fassade des Hauses.

## Das Haus
Das Haus besitzt einen breiten Eingang. Zur Zeit des Vulkanausbruchs von 79 n. Chr. war die Holztür aber zum großen Teil mit Ketten verschlossen, nur ein kleiner Durchgang blieb offen. Hinter der Tür fand sich eine Leiche mit Silber- und Bronzemünzen im Wert von 1089,5 Sesterzen. Hinter dem Eingang befindet sich auch das Atrium des Hauses. Das Impluvium ist zu einem Waschbecken für Stoffe umfunktioniert worden. Im hinteren Teil des Hauses befinden sich weitere Becken. In mehreren kleineren, ovalen Becken standen die Arbeiter und stampften die Stoffe mit ihren Füßen. Gefäße mit runden Öffnungen enthielten Urin, der als Seifenersatz diente. In der Küche des Hauses fanden sich zahlreiche Pfannen. Die Sklaven, die hier arbeiteten, wurden auch hier versorgt. An der Fassade des Hauses fanden sich zahlreiche Wahlaufschriften, die Walker, darunter Stephanus, empfahlen bestimmte Kandidaten. Es werden auch Frauen genannt, die offensichtlich hier arbeiteten.
Ein Raum neben dem Atrium ist im 4. Stil ausgemalt. Die Malereien sind heute noch gut erhalten. Lawrence Richardson Jr. schrieb Teile der Malereien dem Adone-Ferito-Maler zu. Als Maler eines Landschaftsbildes vermutet er den Boscotrecase-Maler.

## Galerie

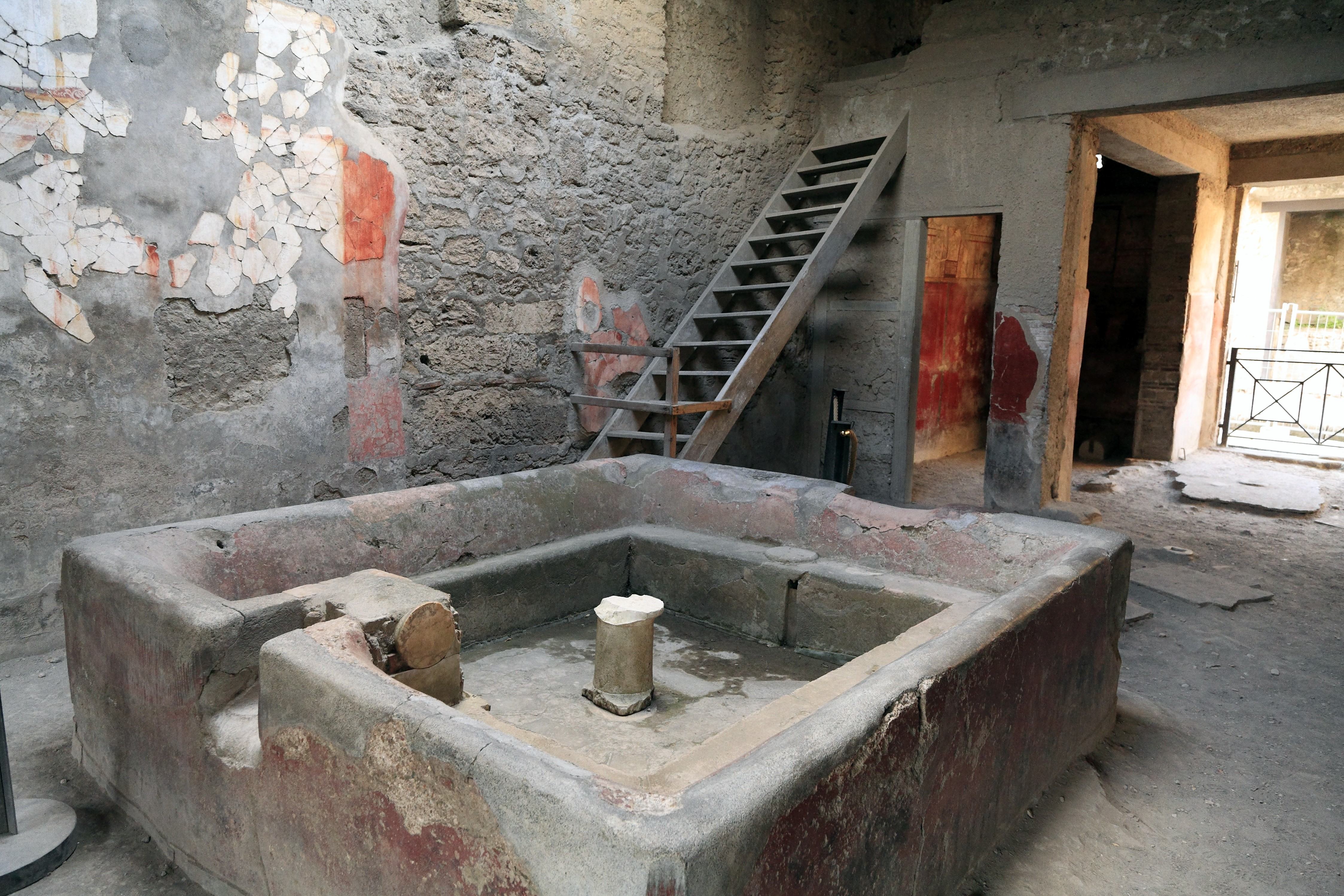
Atrium
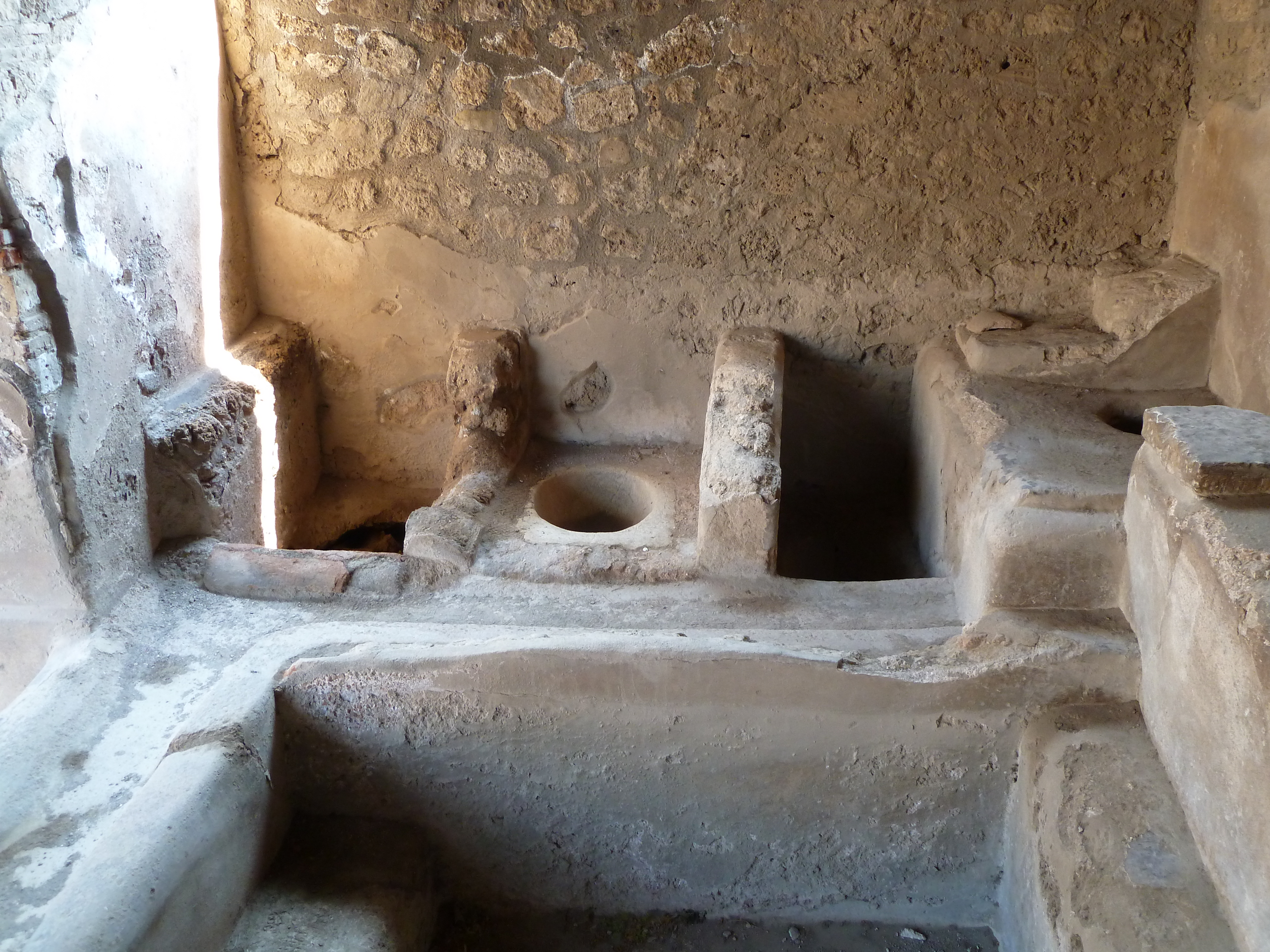
Becken zum Stoffwaschen
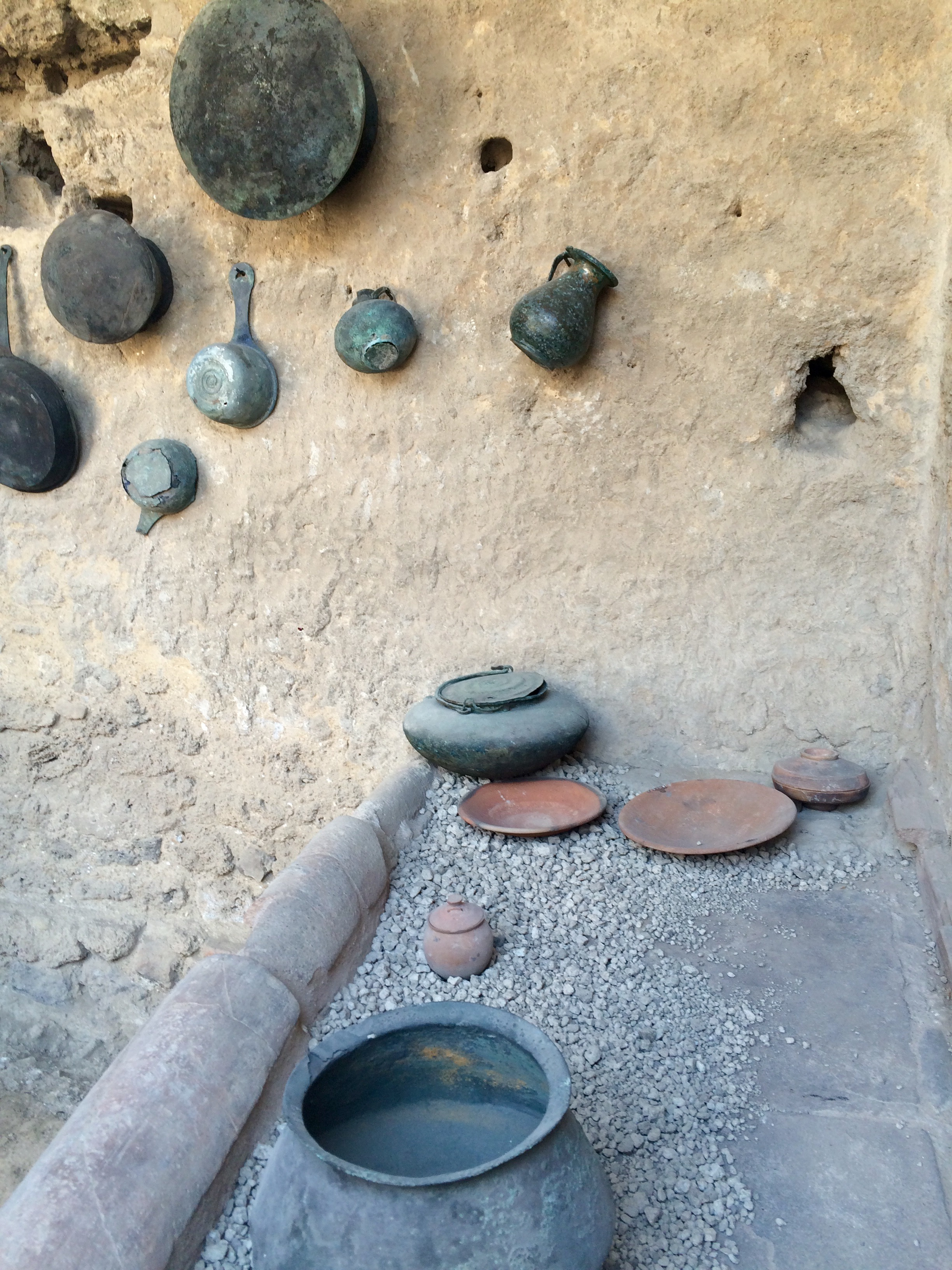
Küche
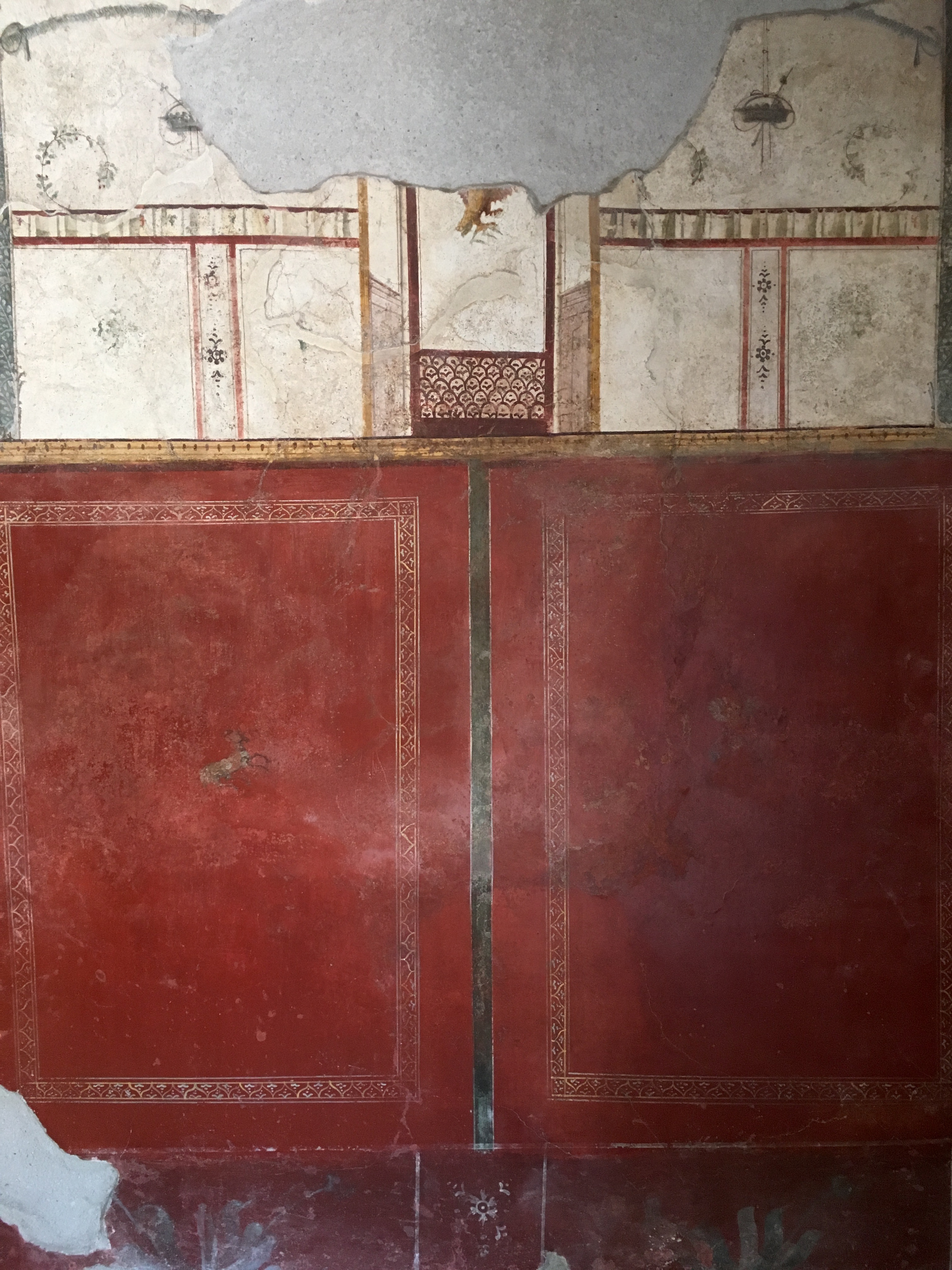
Wandmalerei, Detail